# جاناتان ویلیامز
جاناتان پیتر ویلیامز (انگلیسی: Jonathan Peter Williams؛ زادهٔ ۹ اکتبر ۱۹۹۳) بازیکن فوتبال در پست مهاجم اهل ولز است.

## باشگاهی
از باشگاه‌هایی که در آن بازی کرده‌است می‌توان به کریستال پالاس، ایپسویچ تاون، ناتینگهام فارست، میلتون کینز دونز، ساندرلند و چارلتون اتلتیک اشاره کرد.